# Indosaurus
Indosaurus is een geslacht van vleesetende theropode dinosauriërs, behorend tot de groep van de Neoceratosauria, dat tijdens het late Krijt leefde in het gebied van het huidige India.

## Vondst en naamgeving
De typesoort Indosaurus matleyi is in 1933 beschreven en benoemd door Friedrich von Huene. De geslachtsnaam verwijst naar India. De soortaanduiding eert de ontdekker Charles Alfred Matley, die overigens bij wijze van uitzondering ook formeel medeauteur is van het naamgevende artikel.
Het holotype, GSI K27/565, is kwijtgeraakt. Het bestond uit stukken van de bovenkant van de schedel, waaronder de voorhoofdsbeenderen, de wandbeenderen en twee botten van de hersenpan: het os laterosphenoideum, en het os basioccipitale. Het is bij Bara Simla (Jabalpur) in Madhya Pradesh gevonden in een laag van de Lametaformatie die stamt uit het Maastrichtien. Later zijn door andere auteur nog meer fragmenten aan de soort toegewezen, waaronder delen van de ledematen, maar de toewijzing is dubieus.

## Beschrijving
De slechte conservering van het fossiel maakte het lastig veel kenmerken te bepalen. De schedelbeenderen zijn uitzonderlijk dik. De voorhoofdsbeenderen tonen kleine hoorns, die voor de ogen moeten hebben gestaan. Het bovenoppervlak van de schedel is relatief breed en hol. De lengte van het dier is geschat op ongeveer zes meter en het gewicht op zo'n zevenhonderd kilo.

## Fylogenie
Voornamelijk vanwege de hoorns werd Indosaurus door von Huene aan de Allosauridae toegewezen; het zou dan een van de laatste vertegenwoordigers van die groep zijn. Sommige auteurs dachten ook wel aan de Megalosauridae. In 1991 kwam José Bonaparte met een heel andere bepaling die ook nu nog gebruikelijk is: de Abelisauridae.
Door de slechte conservering is de soort naar huidige inzichten niet te onderscheiden van de in dezelfde lagen gevonden Indosuchus, van welk taxon het wellicht een jonger synoniem is. Opmerkelijk genoeg werd Indosuchus vroeger aan een geheel andere groep toegewezen, de Tyrannosauridae. Ook het onderscheid met Orthogoniosaurus en Compsosuchus is problematisch. Volgens sommige wetenschappers zijn al deze namen inclusief Indosaurus zelf, nomina dubia.